# Латиноамериканеці
Термін латиноамериканський (ісп. hispano) відноситься до людей, культур або країн, пов’язаних з Іспанією, іспанською мовою або Іспанідадом.
Цей термін зазвичай застосовується до іспанців та іспаномовних (іспаномовних), а також країн іспаномовної Америки та латиноамериканської Африки (Екваторіальна Гвінея та спірна територія Західної Сахари ), які раніше були частиною Іспанської імперії через імперіалізм. На культури іспаномовних країн за межами Іспанії вплинули місцеві доіспанські культури. Іспанський вплив також був у колишній Іспанській Ост-Індії, включаючи Філіппіни, Маріанські острови та інші країни. Однак іспанська мова не є переважною мовою в цих регіонах, і, як наслідок, їх жителі зазвичай не вважаються латиноамериканцями.
Іспаномовна культура — це набір звичаїв, традицій, вірувань і форм мистецтва в музиці, літературі, одязі, архітектурі, кухні та інших сферах культури, які зазвичай поділяються народами в іспаномовних регіонах, але які можуть значно відрізнятися в різних країнах або територіях. до іншого. Іспанська мова є основним культурним елементом іспаномовних народів.

## Термінологія
Термін латиноамериканський походить від латинського слова Hispanicus, прикметникове похідне від Hispania, що означає Піренейський півострів і, можливо, кельтиберське походження. В англійській мові це слово засвідчено з 16 століття (і наприкінці 19 століття в американській англійській).
Слова Іспанія, іспанець та іспанець мають ту саму етимологію, що й Hispanus, зрештою.

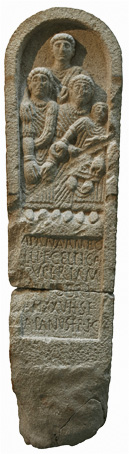
Стела родини кельтів, латиноамериканці із Галеції : Apana · Ambo/lli · f(ilia) · Celtica / Supertam(arica) · / [j] Miobri · /an(norum) · XXV · h(ic) · s(ita) · e(st) · /Apanus · fr(ater) · f(aciendum)· c(uravit)

Hispanus — латинське ім'я, дане людині з Іспанії під час римського панування. Стародавня римська Іспанія, яка приблизно охоплювала те, що зараз називається Піренейським півостровом, включала сучасні держави Іспанію, Португалію, частину Франції, Андорру та британську заморську територію Гібралтар. В англійській мові іноді вживається термін іспано-римський. Іспано-римляни складалися з людей з багатьох різних корінних племен, на додаток до колоністів з Італії. Деякими відомими іспанцями і Hispaniensis були імператори Траян, Марк Аврелій, Адріан, Феодосій I і Магнус Максим, поети Марк Анней Лукан, Марціал і Пруденцій, філософи Сенека Старший і Сенека Молодший, а також узурпатор Максимус Іспанії. Деякі з цих людей, такі як Траян, Адріан та інші, фактично походили з римських колоніальних родин.
Нижче наведено порівняння кількох термінів, пов’язаних з іспаномовними:
- Іспанія — назва Піренейського півострова /Іберії з 3-го століття до н.е. до 8-го н.е., і як провінція Римської імперії, і одразу після цього як Вестготське королівство, 5-8 століття.
- Іспано-римський використовується для позначення культури та народу Іспанії.[17][18]
  - Іспанський використовується для позначення сучасної Іспанії, іспанської мови та іспаномовних націй світу, зокрема Америки.[18][19]
- Іспанська використовується для позначення народу, національності, культури, мови та інших речей Іспанії.
- Іспанець використовується для позначення народу Іспанії.

Іспанія була поділена на дві провінції: Hispania Citerior і Hispania Ulterior. У 27 р. до н. е. Hispania Ulterior була розділена на дві нові провінції, Hispania Baetica та Hispania Lusitania, тоді як Hispania Citerior була перейменована на Hispania Tarraconensis. Цей поділ Іспанії пояснює використання форм однини та множини (Іспанія та Іспанія), які використовувалися для позначення півострова та його королівств у Середньовіччі.
До одруження королеви Ізабелли I Кастильської та короля Фердинанда II Арагонського в 1469 році чотири християнські королівства Піренейського півострова — Королівство Португалії, Корона Арагону, Корона Кастилії та Королівство Наварра — були разом під назвою Іспанії. Це відродження старої римської концепції в середні віки, здається, виникло в Провансалі, і вперше було задокументовано наприкінці 11 століття. У Констанцькій раді чотири королівства мали один голос.
Терміни Іспанія та Іспанія не були взаємозамінними. Іспанія була географічною територією, де проживало кілька королівств (християнських і мусульманських), з окремими урядами, законами, мовами, релігіями та звичаями, і була історичним залишком іспано-готської єдності. Іспанія не була політичним утворенням набагато пізніше, і, говорячи про Середньовіччя, не слід плутати з національною державою сьогодні. Термін «Іспанія» стосувався конкретно сукупності юридично-політичних одиниць, спочатку християнських королівств, а потім різних королівств, якими правив один король. Ілюстрацією цього факту є історичний церковний титул Примаса Іспанії, на який традиційно претендує архієпископ Браги, португальський прелат.
За допомогою Decretos de Nueva Planta Філіп V почав організовувати об’єднання своїх королівств, які до того часу вважалися окремими та незалежними, але цьому процесу об’єднання бракувало офіційного та юридичного проголошення.
Хоча в просторіччі й буквально вираз «король Іспанії» або «король Іспанії» вже був широко поширений , він не стосувався єдиної національної держави. Лише в конституції 1812 року було прийнято назву Españas (Іспанія) для іспанської нації та використання титулу «король Іспанії». Конституція 1876 року вперше приймає назву «Іспанія» для іспанської нації, і відтоді королі використовуватимуть титул «король Іспанії».
Розширення Іспанської імперії між 1492 і 1898 роками привело тисячі іспанських мігрантів на завойовані землі, які заснували поселення, головним чином в Америці, але також і в інших віддалених частинах світу (як на Філіппінах, єдиній іспанській території в Азії), створюючи ряд багаторасових популяцій. Сьогодні термін латиноамериканці зазвичай застосовують до різноманітного населення цих місць, у тому числі тих, які мають іспанське походження.

### Визначення в Стародавньому Римі
Латинські родові прикметники, які належать до Hispania, це Hispanus, Hispanicus і Hispaniensis. Іспанець — це вихідець з Іспанії без батьків-іноземців, тоді як діти, народжені в Іспанії від римських батьків, були іспанцями. Hispaniensis означає «певним чином пов’язаний з Іспанією», як у «Exercitus Hispaniensis» («іспанська армія») або «mercatores Hispanienses» («іспанські купці»). Hispanicus має на увазі «від» або «належність до» Hispania або Hispanicus або їх моди, як у «gladius Hispanicus». Родові прикметники не були етнолінгвістичними, а походили переважно на географічній основі, від топоніму Hispania, оскільки жителі Іспанії розмовляли різними мовами, хоча Тіт Лівій (Лівій) сказав, що всі вони могли розуміти один одного, не уточнюючи, чи розмовляли вони діалектами Іспанії. однією мовою або були поліглотами. Перше зареєстроване використання антропоніма, що походить від топоніму Hispania, засвідчено в одному з п’яти фрагментів Еннія в 236 році до нашої ери, який написав «Hispane, non Romane memoretis loqui me» («Пам’ятайте, що я говорю як іспанець, а не як римлянин»), як сказав уродженець Іспанії.

### Визначення в Португалії, Іспанії та решті Європи
Особи з Португалії або португальського походження називаються лузитанцями. У Португалії латиноамериканський означає щось історичне, пов’язане з стародавньою Іспанією (особливо терміни іспано-римська та Іспанія) або іспанську мову та культуру, спільну для всіх іспаномовних країн. Незважаючи на спільну етимологію слова (pt: hispânico , es: hispánico), визначення латиноамериканського в Португалії та Іспанії різне. Королівська іспанська академія (ісп. Real Academia Española, RAE), офіційна королівська установа, відповідальна за регулювання іспанської мови, визначає терміни « hispano" та "hispánico" (які в Іспанії мають дещо інші значення) як:
Іспанець :
- 1. Уродженець Іспанії [Римська область]
- 2. Належить або має відношення до Іспанії
- 3. Іспанська, як у застосуванні до людини
- 4. Іспанської Америки або пов’язаної з нею
- 5. Населення іспаномовного походження, яке проживає в Сполучених Штатах Америки, або стосується цього населення
- 6. Особа такого походження, яка проживає в Сполучених Штатах Америки

Hispánico
- 1. Приналежність або відношення до стародавньої Іспанії або народу, що населяв цей регіон
- 2. Належить або стосується Іспанії та іспаномовних країн

Сучасний термін для ідентифікації португальської та іспанської територій під єдиною номенклатурою є «іберійським», а той, який стосується культур обох країн Америки, є «іберійсько-американським». Ці позначення можуть бути взаємно визнані жителями Португалії та Бразилії. Слово «іспаномовне» абсолютно позбавлене будь-якої самоідентифікації в Бразилії, а навпаки, служить для позначення чіткої різниці по відношенню до культури сусідніх країн. Бразильці можуть ідентифікувати себе як латиноамериканці, але заперечують, що їх вважають латиноамериканцями чи латиноамериканцями, оскільки їхня мова та культура не є частиною ані латиноамериканської культурної сфери, ані іспаномовного світу. Подібно до канадців, особливо з франкомовного регіону, які не вважають себе американцями (із США), але можуть ідентифікувати себе як північноамериканці.
В іспанській мові термін « hispano. ", як у" hispanoamericano ", відноситься до людей іспанського походження, які живуть в Америці та мають відношення до Іспанії або до іспанської мови. В Іспанській Америці є люди не іспанського походження, оскільки корінні жителі цих територій — індіанці, інші європейці, африканці, а також вихідці з інших частин світу.
Як і в Португалії, в решті Європи (і загалом у світі) поняття «іспаномовний» стосується історичної давньої Іспанії (особливо термін іспано-римська та Іспанія часів Римської імперії) або іспанської мови та культур, спільних для всіх іспанців. -мовні країни.

### Визначення в США
Іспаномовні, і латиноамериканські широко використовуються в американській англійській мові для іспаномовних людей та їхніх нащадків у Сполучених Штатах. У той час як іспаномовна мова відноситься до іспаномовних загалом, латиноамериканська мова відноситься саме до людей латиноамериканського походження. Латиноамериканський також можна використовувати для людей і культури Іспанії, а також Латинської Америки. Хоча спочатку термін латиноамериканець стосувався в основному латиноамериканців штату Нью-Мексико в Сполучених Штатах, сьогодні організації в країні використовують цей термін як широке позначення для позначення осіб, які мають історичні та культурні стосунки з Іспанією, незалежно від раси та етнічна приналежність. Бюро перепису населення Сполучених Штатів використовує латиноамериканець або латиноамериканець для позначення особи кубинської, мексиканської, пуерториканської, південно- чи центральноамериканської або іншої іспанської культури або походження незалежно від раси  і стверджує, що латиноамериканці або латиноамериканці можуть належати до будь-якої раси., будь-яке походження, будь-яка етнічна приналежність.
Через технічні відмінності, пов’язані з визначенням «раси» та «етнічної приналежності», серед населення існує плутанина щодо позначення латиноамериканської ідентичності. На даний момент Бюро перепису населення США визначає шість расових категорій:
- Білий або кавказький
- Чорний або афроамериканець
- Американський індіанець або абориген Аляски
- азійський
- Корінний житель Гавайських островів або інших тихоокеанських островів
- Якась інша раса

Згідно з даними перепису населення,  з перерахованих вище рас найбільша кількість латиноамериканців або латиноамериканців належать до білої раси, друга за величиною кількість походить від індіанської/американської індіанської раси, які є корінним населенням Америки. Мешканці острова Пасхи є жителями тихоокеанських островів, а оскільки острів належить Чилі, теоретично вони латиноамериканці або латиноамериканці. Оскільки латиноамериканське коріння вважається пов’язаним з європейським походженням (Іспанією), латиноамериканське походження визначається виключно як етнічна назва (подібно до скандинавського чи германського походження). Таким чином, особа латиноамериканського походження зазвичай визначається за допомогою як раси, так і етнічної приналежності як ідентифікатора, тобто чорношкірий латиноамериканець, білий латиноамериканець, латиноамериканець азійського походження, латиноамериканський індіанець або латиноамериканець «іншої раси».
Повідомлення Управління та бюджету США від 1997 року визначило іспаномовних або латиноамериканців як «осіб, які простежують своє походження або походження з Мексики, Пуерто-Ріко, Куби, Центральної та Південної Америки та інших іспанських культур». Перепис населення Сполучених Штатів використовує етноніми Hispanic або Latino для позначення «особи кубинської, мексиканської, пуерториканської, південно- чи центральноамериканської або іншої латиноамериканської культури чи походження незалежно від раси».
Під час перепису 2010 року запитували, чи була особа «іспанцем/латиноамериканцем/латиноамериканцем». Перепис населення Сполучених Штатів використовує латиноамериканець або латиноамериканець для позначення «особи кубинської, мексиканської, пуерториканської, південно- чи центральноамериканської чи іншої іспанської культури чи походження незалежно від раси». Бюро перепису також пояснює, що «походження можна розглядати як спадщину, національну групу, родовід або країну народження особи або її предків до їхнього прибуття в Сполучені Штати. Люди, які вважають своє походження латиноамериканцями, латиноамериканцями чи іспанцями, можуть належати до будь-якої раси».
Міністерство транспорту США визначає латиноамериканців як «осіб мексиканської, пуерториканської, кубинської, центрально- чи південноамериканської чи іншої іспанської культури чи походження, незалежно від раси». Це визначення було прийнято Управлінням малого бізнесу, а також багатьма федеральними, державними та муніципальними установами з метою присудження державних контрактів підприємствам, що належать міноритаріям. Іспаномовний кокус Конгресу та Латиноамериканська конференція Конгресу включають представників іспанського та португальського, пуерториканського та мексиканського походження. Латиноамериканське товариство Америки займається вивченням мистецтва та культури іспаномовного та лузитанського світу. Латиноамериканська асоціація коледжів та університетів, проголошена борцями за успіхи іспаномовних у вищій освіті, віддана успіху латиноамериканської освіти в Сполучених Штатах, а також в іспаномовному та лузитанському світі.
Комісія з рівних можливостей працевлаштування США заохочує будь-яку особу, яка вважає себе латиноамериканцем, ідентифікувати себе як латиноамериканця. Міністерство праці Сполучених Штатів – Управління федеральних програм дотримання контрактів заохочує таку ж самоідентифікацію. У результаті особи, які походять з частини Іспанської імперії, можуть ідентифікувати себе як латиноамериканці, оскільки роботодавець не може перевизначати самоідентифікацію особи.
Під час перепису 1970 року вперше було використано «іспаномовний» ідентифікатор і дані зібрано разом із запитанням. Визначення «іспаномовного» змінювалося в кожному наступному переписі.
У недавньому дослідженні більшість іспаномовних іспаномовних або іспаномовних американців не віддають перевагу термінам латиноамериканець або латиноамериканець, коли йдеться про їхню ідентичність. Натомість вони вважають за краще, щоб їх ідентифікували за країною походження. Коли їх запитали, чи хочуть вони називатися латиноамериканцями чи латиноамериканцями, дослідження Pew виявило, що «половина (51%) відповіли, що не віддають переваги жодному з термінів». Більшість (51%) кажуть, що вони найчастіше ідентифікують себе за країною походження своєї родини, тоді як 24% кажуть, що віддають перевагу загальноетнічним ярликам, таким як латиноамериканець або латиноамериканець. Серед тих 24%, які віддають перевагу загальнонаціональному ярлику, ««латиноамериканець» надає перевагу над «латиноамериканцем» у співвідношенні два до одного — 33% проти 14%». 21% вважають за краще, щоб їх називали просто «американцями».

## Іспаномовні країни та регіони
| Іспаномовні країни |
| </img>             |
| Рідна мова         |
|                    |
|                    |

1. ↑  Lopez, Mark Hugo; Krogstad, Jens Manuel; Passel, Jeffrey S. Who is Hispanic?. Pew Research Center (амер.). Процитовано 5 січня 2023.
2. ↑  Hispanidad. www.filosofia.org. Процитовано 5 січня 2023.
3. 1 2 3  Archived: 49 CFR Part 26. U.S. Department of Transportation. Процитовано 19 січня 2016. 'Hispanic Americans,' which includes persons of Mexican, Puerto Rican, Cuban, Dominican, Central or South American, or other Spanish or Portuguese culture or origin, regardless of race;"
4. 1 2 3  SOP 80 05 3A: Overview of the 8(A) Business Development Program (PDF). U.S. Small Business Administration. 11 квітня 2008. Архів оригіналу (PDF) за 6 жовтня 2016. Процитовано 19 січня 2016. SBA has defined 'Hispanic American' as an individual whose ancestry and culture are rooted in South America, Central America, Mexico, Cuba, the Dominican Republic, Puerto Rico, or the Iberian Peninsula, including Spain and Portugal.
5. 1 2  Harper, Douglas. Online Etymology Dictionary; Hispanic. Процитовано 10 лютого 2009. Also: etymology of "Spain", on the same site.
6. ↑  Herbst, Philip (1997). The Color of Words: An Encyclopaedic Dictionary of Ethnic Bias in the United States. Intercultural Press. с. 107. ISBN 978-1-877864-97-1. Процитовано 19 січня 2016.
7. ↑  Record No. 7448, Sepulchral inscription. Hispania Epigraphica Online Database. Процитовано 19 січня 2016.
8. ↑  Vega, Noé Villaverde (2001). Tingitana en la antigüedad tardía, siglos III-VII: autoctonía y romanidad en el extremo occidente mediterráneo [Tingitana in late antiquity, the III-VII centuries: the autochthonous and Roman world in the west end of the Mediterranean. Which answers the million dollar question. Portuguese people are considered to be Hispanic because of the origin of the familial background.] (ісп.). Real Academia de la Historia. с. 266. ISBN 978-84-89512-94-8. Процитовано 19 січня 2016.
9. ↑  Bowersock, Glen Warren; Brown, Peter; Grabar, Oleg (1999). Late Antiquity: A Guide to the Postclassical World. Harvard University Press. с. 504. ISBN 978-0-674-51173-6. Процитовано 19 січня 2016.
10. ↑  Corfis, Ivy A. (2009). Al-Andalus, Sepharad and Medieval Iberia: Cultural Contact and Diffusion. BRILL. с. 231. ISBN 978-90-04-17919-6. Процитовано 19 січня 2016.
11. ↑  Pohl, Walter; Reimitz, Helmut (1998). Strategies of Distinction: The Construction of the Ethnic Communities, 300-800. BRILL. с. 117. ISBN 90-04-10846-7. Процитовано 19 січня 2016.
12. ↑  Curchin, Leonard A. (2004). The Romanization of Central Spain: Complexity, Diversity and Change in a Provincial Hinterland. Routledge. с. 125. ISBN 1134451121.
13. ↑  Pre-Roman Peoples and Languages of Iberia: An ethnological map of the Iberian Peninsula after the 2nd Punic War (PDF). Campo Arqueológico de Tavira. 2011. Архів оригіналу (PDF) за 22 січня 2016. Процитовано 19 січня 2016.
14. ↑  Dunstan, William E. (2010). Ancient Rome. Rowman & Littlefield Publishing, Inc. с. 312. ISBN 978-0742568341.
15. ↑  Merivale, Charles (1875). A General History of Rome. D. Appleton and Co. с. 524.
16. ↑  Grainger, John D. (2004). Nerva and the Roman Succession Crisis of AD 96-99. Routledge. с. 73. ISBN 0415349583.
17. ↑  Boyle, Leonard E. (1984). Medieval Latin Palaeography: A Bibliographical Introduction. University of Toronto Press. с. 115. ISBN 978-0-8020-6558-2. Процитовано 19 січня 2016.
18. 1 2  Hispanic. Merriam Webster Online. Процитовано 19 січня 2016.
19. ↑  Definition of Hispanic in English. Oxford Dictionary. Архів оригіналу за 9 липня 2012. Процитовано 19 січня 2016.
20. ↑  O'Callaghan, Joseph F. (31 серпня 1983). A History of Medieval Spain. Cornell University Press. с. 24. ISBN 0-8014-9264-5. Процитовано 19 січня 2016.
21. ↑  Rowe, Erin Kathleen (1 січня 2011). Saint and Nation: Santiago, Teresa of Avila, and Plural Identities in Early Modern Spain. Pennsylvania State University Press. с. 10. ISBN 978-0-271-03773-8. Процитовано 19 січня 2016.
22. ↑  Ruiz, Teofilo F. (15 квітня 2008). Spain's Centuries of Crisis: 1300 - 1474. Wiley. с. 1. ISBN 978-0-470-76644-6. Процитовано 19 січня 2016.
23. ↑  Baruque, Julio Valdeón (2002). Las Raices Medievales de España [The medieval roots of Spain] (ісп.). Real Academia de la Historia. с. 55. ISBN 978-84-95983-95-4. Процитовано 19 січня 2016.
24. ↑  María, María Paz Andrés Sáenz de Santa (1 січня 2005). Homenaje a la Constitución Española: XXV aniversario [Tribute to the Spanish Constitution: XXV anniversary] (ісп.). Universidad de Oviedo. с. 123. ISBN 978-84-8317-473-9. Процитовано 19 січня 2016.
25. ↑  Alcalá-Zamora, José N. (2005). Felipe IV: el hombre y el reinado [Felipe IV: The Man and the Reign] (ісп.). CEEH. с. 137. ISBN 978-84-934643-0-1. Процитовано 19 січня 2016.
26. ↑  Constitucion politica de la Monarquia Española : Promulgada en Cadiz á 19 de Marzo de 1812 [Constitution of the Spanish Monarchy: Promulgated in Cadiz on 19 March 1812]. Biblioteca Virtual Miguel de Cervantes (ісп.). Процитовано 19 січня 2016.
27. ↑  The Gentleman's Magazine, and Historical Chronicle. E. Cave. 1820. с. 326. Процитовано 19 січня 2016.
28. ↑  Titus Livius. The History of Rome, Vol. III 25.33. University of Virginia Library. Процитовано 19 січня 2016.
29. ↑  García Riaza, Enrique (2005). Lengua y poder. Notas sobre los orígenes de la latinización de las élites celtibéricas (182–133 aC) [Language and power: Notes on the origins of colonization of the Celtic elites (182–133 BC)]. Palaeohispanica (ісп.) (5): 637—655. Процитовано 19 січня 2016.
30. ↑  Caba, Rubén (2011). España Y Los Españoles [Spain and the Spanish]. Arbor (ісп.). 187 (September=October 2011): 977—982. doi:10.3989/arbor.2011.751n5013. ISSN 0210-1963.
31. ↑  Significado / definição de hispânico. Dicionário Priberam da Língua Portuguesa (порт.). Процитовано 19 січня 2020.
32. ↑  hispano. Diccionario de la lengua española (ісп.). Real Academia Española. Процитовано 9 листопада 2016.
33. ↑  hispánico. Diccionario de la lengua española (ісп.). Real Academia Española. Процитовано 9 листопада 2016.
34. ↑  Définitions : Hispanique - Dictionnaire de français Larousse. Larousse.fr.
35. ↑  Was bedeutet Hispanic | Fremdwörter für Hispanic. Wissen.de.
36. ↑  Ispànico in Vocabolario. Treccani.it.
37. ↑  HISPANIC - svensk översättning - bab.la engelskt-svenskt lexikon. Sv.bab.la. Процитовано 25 липня 2022.
38. ↑  The American Heritage book of English usage. Houghton Mifflin. 1996. с. 198—199. ISBN 978-0-395-76786-3. OL 7467919M.
39. ↑  Cobos, Rubén (2003) "Introduction," A Dictionary of New Mexico & Southern Colorado Spanish (2nd ed.); Santa Fe: Museum of New Mexico Press; p. ix; ISBN 0-89013-452-9
40. 1 2 3  The Hispanic Population: 2010 (PDF). U.S. Census Bureau. May 2011. Процитовано 19 січня 2016.
41. ↑  Passel, Jeffrey S.; Taylor, Paul (28 травня 2009). Who's Hispanic?. Pew Research Center. Архів оригіналу за 4 березня 2017. Процитовано 19 січня 2016.
42. ↑  Humes, Karen R.; Jones, Nicholas A.; Ramirez, Roberto R. (March 2011). Overview of Race and Hispanic Origin (PDF). U.S. Census Bureau. Архів оригіналу (PDF) за 29 квітня 2011. Процитовано 19 січня 2016.
43. ↑  Revisions to the Standards for the Classification of Federal Data on Race and Ethnicity. The White House Office of Management and Budget. 30 жовтня 1997. Процитовано 29 січня 2017.
44. ↑  Hispanic Origin. U.S. Census Bureau. Архів оригіналу за 19 січня 2016. Процитовано 19 січня 2016.
45. ↑  The Museum at the Hispanic Society of America. hispanicsociety.org. Архів оригіналу за 21 грудня 2015. Процитовано 19 січня 2016.
46. ↑  Race and Ethnic Categories (PDF). Federal Register. 70: 71295. 28 листопада 2005. Процитовано 19 січня 2016.
47. ↑  May an employer override an individual's self-identification of race, gender or ethnicity based on the employer's visual observation?. United States Department of Labor. Архів оригіналу за 21 грудня 2016. Процитовано 19 січня 2016.
48. ↑  Crese, Arthur R.; Schmidley, Audrey Dianne; Ramirez, Roberto R. (9 липня 2008). Identification of Hispanic Ethnicity in Census 2000: Analysis of Data Quality for the Question on Hispanic Origin, Population Division Working Paper No. 75. U.S. Census Bureau.
49. ↑  Study: Most Hispanics Prefer Describing Identity From Family's Country Of Origin. CBS DC. Процитовано 19 січня 2016.
50. ↑  When Labels Don't Fit: Hispanics and Their Views of Identity. Pew Research Center's Hispanic Trends Project. 4 квітня 2012. Процитовано 19 січня 2016.